# La Galera
|  | Aquest article tracta sobre el poble del Montsià. Vegeu-ne altres significats a «Galera (desambiguació)». |

La Galera és una vila i municipi de la comarca del Montsià. El seu terme fa frontera amb el de Godall, Santa Bàrbara, el Mas de Barberans, Masdenverge, i Ulldecona.

## Història
Segons Albert Curto i Homedes, director de l'Arxiu Comarcal del Baix Ebre, sabem per la documentació que el 1303 ja devia existir, si més no, una agrupació de població incipient. De fet la torre medieval de la Galera, avui església parroquial, és d'aquesta època. Per la sentència d'un plet entre els pobladors de Godall i el seu senyor, Ramon de Centelles, coneixem que els godallencs de l'època van protagonitzar un gran èxode cap a la plana, cap al barranc de la Galera, sembla que perquè les condicions eren més favorables a la Galera, cosa que pot suposar l'existència d'una carta de poblament. En general, les condicions per viure eren millors en poblacions de jurisdicció reial, com la Galera, que en poblacions senyorials, el cas de Godall, en què el poder del senyor era més dur per als súbdits.
Per aquesta raó, a partir de la independència de Godall, el poblament de la Galera (que en aquell moment depenia de la Vegueria de Tortosa i, per tant, del Rei) provocava l'atracció de les poblacions veïnes, especialment de Godall. Però, la sentència de 1303, del jutge de la Cort, va aturar els veïns de Godall i els va obligar a mantenir el jurament de fidelitat al senyor de Centelles, jurament que exigia als vassalls quedar-se sota la seua jurisdicció. Les primeres notícies documentals sobre la vila són de 1320, any en què el rei Jaume el Just d'Aragó va concedir la Carta Pobla al lloc conegut com a Pobla de la Galera. Amb tot i això, pareix que la població ja havia començat a establir-se al lloc des del 1303.
El 1983 hi morí Isidre Nadal Baqués, Llum de la Selva, i hi fou enterrat.

## Geografia
- Llista de topònims de la Galera (Orografia: muntanyes, serres, collades, indrets..; hidrografia: rius, fonts...; edificis: cases, masies, esglésies, etc).

## Cultura
La torre medieval de la Galera és l'edifici més destacat. Es va construir el 1340 com a torre de guaita i la vila de Tortosa en va sufragar el cost. Es tracta d'un edifici de planta rectangular i amb una altura considerable. El 1684 se'n va reformar l'interior per convertir-la en l'església parroquial, dedicada a Sant Llorenç. Les obres de reforma del temple van quedar en suspens durant la Guerra de Successió, període durant el qual va servir com a caserna militar. La benedicció de la nova església va tenir lloc el 15 d'agost de 1711.
Des del segle xvii, es van instal·lar a la Galera mestres terrissers i aquest ofici s'hi ha convertit en una tradició. En l'actualitat, només queda un cantirer en actiu a la Galera i al Montsià, Joan Cortiella Garcia, descendent d'una de les nissagues de terrissaires locals. Podreu visitar el seu obrador, veure-hi demostracions al torn i comprar peces tradicionals de terrissa galerenca a la Terrissa Cortiella. El poble compta amb el Museu Terracota, Centre d'Interpretació de la Terrissa de la Galera, en el qual s'explica tot el procés tradicional per a l'elaboració de les peces de terra cuita, la història dels cantirers galerencs, les diferents tipologies de peces de la terrissa galerenca, etc.
Hi ha també una sala d'exposicions temporals on s'organitzen mostres de pintura, fotografia, escultura, ceràmica, etc. Al voltant de l'1 de maig s'hi celebra la «Fira Internacional de la Ceràmica i la Terrissa de la Galera», que coorganitzen l'Ajuntament de la Galera i l'Associació Cultural Galerenca Lo Cadub. També hi ha el Premi Biennal de Terrissa i Ceràmica Vila de la Galera, que convoca l'Ajuntament de la Galera.

## Festes i cultura
- Fesolada Popular (19 de març).
- Festes Majors: se celebren la setmana del 10 d'agost en honor de sant Llorenç.
- Setmana Cultural: darrera setmana de setembre.
- Fira Internacional de la Ceràmica i la Terrissa, que se celebra al voltant de l'1 de maig.

## Política

### Eleccions municipals del 2019
| Candidatura | Candidatura                                       | Cap de llista             | Vots | Regidors | % vots |
| ----------- | ------------------------------------------------- | ------------------------- | ---- | -------- | ------ |
|             | Junts per Catalunya                               | Ramón Agustín Muñoz Verge | 324  | 5        | 71,37% |
|             | Esquerra Republicana de Catalunya-Acord Municipal | Maria Ester Martí Accensi | 120  | 2        | 26,43% |
| Total       | Total                                             |                           |      | 7        |        |

## Economia
Les principals activitats econòmiques són l'agricultura i la ramaderia. Destaca el cultiu d'olivers, seguit pel de garrofers, presseguers, mandariners i ametllers. També, a l'apartat de serveis, hi ha establiments de restauració. Al voltant del món de l'oli, hi ha la Cooperativa Agrícola de la Galera i el Molí de la Creu, que envasen i comercialitzen oli de les classes farga, sevillenca i morruda.

## Demografia
| 1497 f | 1515 f | 1553 f | 1717 | 1787 | 1857  | 1877  | 1887  | 1900  | 1910  |
| ------ | ------ | ------ | ---- | ---- | ----- | ----- | ----- | ----- | ----- |
| 8      | 12     | 10     | 151  | -    | 1.408 | 1.412 | 1.419 | 1.462 | 1.517 |

| 1920  | 1930  | 1940  | 1950  | 1960  | 1970 | 1981 | 1990 | 1992 | 1994 |
| ----- | ----- | ----- | ----- | ----- | ---- | ---- | ---- | ---- | ---- |
| 1.422 | 1.263 | 1.145 | 1.095 | 1.029 | 870  | 794  | 790  | 750  | 750  |

| 1996 | 1998 | 2000 | 2002 | 2004 | 2006 | 2008 | 2010 | 2012 | 2014 |
| ---- | ---- | ---- | ---- | ---- | ---- | ---- | ---- | ---- | ---- |
| 748  | 734  | 746  | 750  | 774  | 824  | 851  | 897  | 843  | 800  |

| 2016 | 2018 | 2020 | 2022 | 2024 | 2026 | 2028 | 2030 | 2032 | 2034 |
| ---- | ---- | ---- | ---- | ---- | ---- | ---- | ---- | ---- | ---- |
| 748  | 719  | 736  | 700  | 708  | -    | -    | -    | -    | -    |

## Personalitats lligades a la Galera
- Hermenegild Santapau i Bertomeu, nascut a la Galera fou un jesuïta i botànic que rebé nombrosos reconeixements per la seva tasca científica, inclosa una espècie de planta anomenada Santapaui.
- Miguel Ángel Villarroya Vilalta, nascut a la Galera l'any 1957és un militar que arribà a ocupar la més alta posició dintre de les forces armades espanyoles, la de Cap de l'Estat Major de la Defensa.
- Maria Cinta Rodríguez Tomàs, nascuda a la Galera l'any 1885 va ser membre de la Resistència francesa en la lluita contra l'Alemanya nazi. Va sobreviure als camps d'extermini nazis de Ravensbrück i Neuengamme. El govern francès li va atorgar la medalla de la Legió d'Honor al mèrit civil.